# Твырдица (Добричская область)
Твырдица (болг. Твърдица) — село в Болгарии. Находится в Добричской области, входит в общину Шабла. Население составляет 12 человек.

## Политическая ситуация
Твырдица подчиняется непосредственно общине и не имеет своего кмета.
Кмет (мэр) общины Шабла — Красимир Любенов Крыстев (Граждане за европейское развитие Болгарии (ГЕРБ)) по результатам выборов в правление общины.